# New Frontier (singolo)
New Frontier è un singolo del cantautore statunitense Donald Fagen, pubblicato nel gennaio 1983 come secondo estratto dal primo album in studio The Nightfly.

## Successo commerciale
Il singolo raggiunse la posizione numero 70 nella Billboard Hot 100.

## Video musicale
Il videoclip inizia con una macchina che percorre le strade di notte fino alla destinazione, che è un bunker sotterraneo, luogo dove un ragazzo e una ragazza si innamorano. Alla fine del video sarà mattina e i protagonisti escono di lì e ritornano in superficie.